# Sarah Irmler
Sarah Irmler (* 11. Juli 1997) ist eine ehemalige deutsche Handballspielerin auf der Position der linken Rückraumspielerin, alternativ als Linksaußen. In der Disziplin Beachhandball war sie als Specialist deutsche Nationalspielerin und gewann mit der Mannschaft 2021/22 binnen weniger als einem Jahr den Titel bei den Europa- und Weltmeisterschaften.
Irmler studierte an der Universität Augsburg Sport und Deutsch auf Lehramt und hat das Studium mit dem Staatsexamen abgeschlossen.
Irmler darf nicht mit der gleichnamigen österreichischen Biathletin und Skilangläuferin verwechselt werden.

## Hallenhandball
Irmler begann 2000, im Alter von drei Jahren, beim TSV Haunstetten mit dem Handballsport. Über die Nachwuchsmannschaften rückte sie bis in die erste Mannschaft vor, die in der 3. Liga spielte. 2014 stieg sie mit Haunstetten in die 2. Bundesliga auf und hielt mit dem Verein drei Jahre lang die Klasse, bevor Haunstetten wieder in die dritte Liga abstieg. In den drei Zweitligajahren fiel Irmler fast ein ganzes Jahr wegen eines Kreuzbandrisses aus. Seitdem spielte Irmler mit ihrem Verein drittklassig. Mehrfach erhielt sie Angebote höherklassiger Vereine, doch lehnte sie diese ab, da sie zunächst ihr Studium beenden wollte. 2022 nahm sie ein Angebot des Zweitligisten Frisch Auf Göppingen unter dem Trainer Nico Kiener an und unterschrieb einen Einjahresvertrag mit einer Option auf ein weiteres Jahr. In ihrer letzten Saison für Haunstetten erzielte sie mehr als 100 Ligatore. Mit Frisch Auf Göppingen stieg sie im Jahr 2024 in die Bundesliga auf. Nach der Saison 2024/25 beendete sie ihre Karriere.
2014 war sie Teil der deutschen, von Nico Kiener trainierten, U18-Nationalmannschaft, die in Mazedonien bei der U-18-Handball-Weltmeisterschaft der Frauen die Silbermedaille gewann und damit den größten Erfolg des DHB in der Altersklasse mit bewerkstelligte. Im Vorrundenspiel gegen Usbekistan war sie eine der vier deutschen Werferinnen mit sechs und damit den meisten Toren.

## Beachhandball

### Nationalmannschaft
Ihr internationales Debüt als Spielerin der A-Nationalmannschaft gab Irmler wie auch Belen Gettwart, Amelie Möllmann, Michelle Schäfer und Liv Süchting, mit denen sie in den nächsten beiden Jahren große Erfolge feiern solle, im Rahmen des Kanaren-Cups 2021, eines Vorbereitungsturniers für Nationalmannschaften vor den Europameisterschaften 2021. Irmler gewann mit der Mannschaft nach Anfangsschwierigkeiten das Turnier und konnte sich nachhaltig für die EM-Mannschaft empfehlen. Nationaltrainer Alexander Novakovic nominierte sie schließlich für das finale Aufgebot der kontinentalen Meisterschaften in Warna, Bulgarien. Die deutsche Mannschaft startete mit drei klaren Zweisatzsiegen über Rumänien, Portugal und die Niederlande in ihrer Vorrunde in das Turnier. Das setzte das Team gegen Frankreich, Griechenland und Polen in der Hauptrunde fort und zog ohne Satzverlust in das Viertelfinale ein. Dort traf Deutschland auf die amtierenden Vize-Europameister und zweimaligen Europameister aus Ungarn und musste erstmals im Turnierverlauf in den Shootout, wo die Ungarinnen knapp geschlagen wurden. Auch im Halbfinale gegen Spanien musste die deutsche Mannschaft in den Shootout, nachdem in der zweiten Hälfte die einzige wirklich schwache Leistung im Turnierverlauf gezeigt wurde. Den Shootout gewann Deutschland sicher und erreichte erstmals seit 2007 das EM-Finale. Hier traf man auf die Titelverteidiger aus Dänemark, die sicher in zwei Sätzen geschlagen wurden, womit der zweite deutsche EM-Titelgewinn nach 2005 gelang. Irmler kam in allen der neun Spielen abgesehen vom Spiel gegen Griechenland zum Einsatz und erzielte auch in jedem Spiel abgesehen vom Finale – insgesamt 36 – Punkte. Im Auftaktspiel erzielte sie neben Isabel Kattner und Amelie Möllmann mit je acht Punkten die meisten der deutschen Mannschaft.

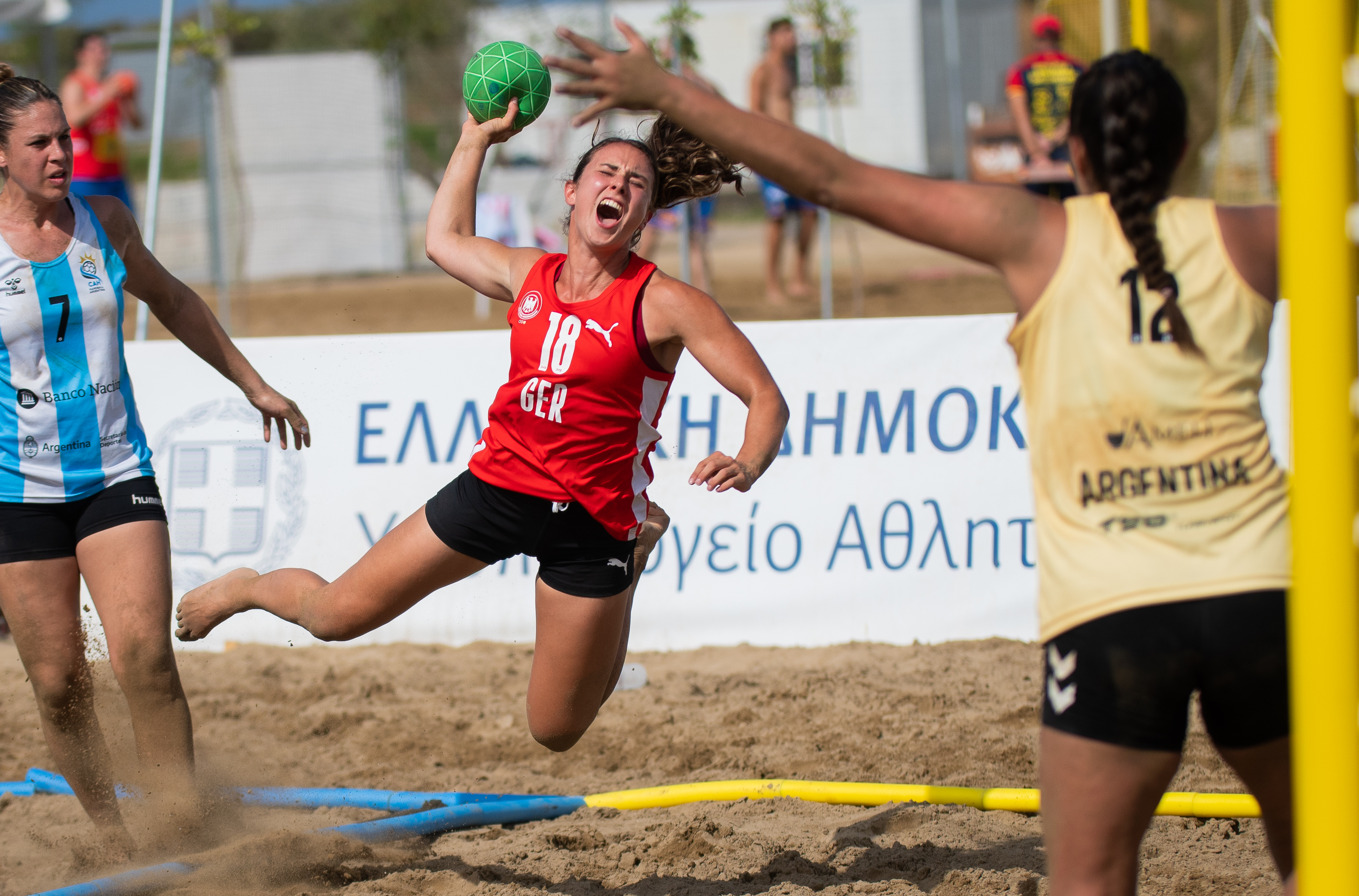
Irmler beim Torwurf im Hauptrundenspiel der WM 2022 gegen Argentinien; in Blau Gisela Thurmann, in Gelb Florencia Bericio

Ein Jahr später bei den Weltmeisterschaften 2022 in Iraklio auf Kreta wurde Irmler erneut in den um zwei Spieler verkleinerten Kader berufen. Zum Auftakt gewann die deutsche Mannschaft gegen die Rekordweltmeister aus Brasilien, anschließend gegen Ungarn und Norwegen. Mit drei Siegen zog die Deutschland als Gruppensieger in die Hauptrunde ein. Dort wurden nacheinander Uruguay, Argentinien und die Niederlande besiegt. Weiterhin ohne Niederlage trafen die Deutschen nun im Viertelfinale auf Portugal, das ebenso wie die Niederlande im Halbfinale geschlagen wurde. Auch das Finale gegen Spanien gegen Spanien konnte in einem hart umkämpften, engen Match siegreich gestaltet werden. Irmler gewann damit mit der deutschen Mannschaft den ersten WM-Titel in der deutschen Beachhandball-Geschichte. Die deutsche Mannschaft leistete dabei Historisches, blieb nicht nur ohne Niederlage, sondern verlor im Verlauf des Turniers nicht einen Satz. Irmler bestritt acht der neun möglichen Spiele, einzig im Vorrundenspiel gegen Norwegen gehörte sie nicht zum Aufgebot. Sie traf in allen Spielen, in denen sie zum Einsatz kam, und traf zu insgesamt 30 Punkten.
Keine zwei Wochen danach fanden die World Games statt. Trainer Novakovic änderte den Kader nur auf einer Position, da er sich mit der Hereinnahme einer weiteren Linienspielerin in Person von Carolin Hübner mehr Flexibilität im Angriff versprach, was sich aufgrund der frühen Verletzung Belen Gettwarts im Verlauf des Turniers als im Nachhinein sinnvoll erwies. Für die Hereinnahme Hübners in die Mannschaft wurde das Risiko eingegangen, nur nach nur einer Torhüterin mit Schäfer auch nur mit einer Spezialistin in das Turnier zu gehen. Somit musste Irmler weichen und war nicht Mitglied der Mannschaft, die Gold bei den World Games gewann.

### Vereinsebene
Auf Vereinsebene spielt Irmler seit 2017 für die Brüder Ismaning. Schon im ersten Jahr gewann sie mit der Mannschaft den Titel bei den Deutsche Meisterschaften. Im Jahr darauf scheiterten die Brüder zwar als Titelfavoriten schon im Viertelfinale der DM, doch war das Jahr dennoch erfolgreich für Irmler und ihre Mannschaft. So wurde die Bayerische Meisterschaft gewonnen, wie auch der Titel bei der German Beach Tour 2018. Durch den Titelgewinn im Vorjahr war die Mannschaft zudem für den EHF Beach Handball Champions Cup qualifiziert und erreichte in Catania das Halbfinale und wurde am Ende Vierte. 2019, 2021 und 2022 erreichte sie mit Ismaning regelmäßig die Halbfinals, aber nicht mehr die Finalspiele um die Deutsche Meisterschaft. 2019 und 2022 gewann sie die Bronzemedaille, 2021 wurde sie Vierte. 2022 starteten die Brüder auch als Nachrücker das zweite Mal beim EHF Beach Handball Champions Cup und belegten dieses Mal den fünften Rang.

## Erfolge
| Weltmeisterschaften - 2022: Europameisterschaften - 2021: Canaren-Cup - 2021: | EHF Beach Handball Champions Cup - 2018: 4. - 2022: 5. Deutsche Meisterschaften - 2017: 1. - 2019: 3. - 2021: 4. - 2022: 3. | German Beach Tour - 2018: 1. Bayerische Meisterschaften - 2018: 1. |

## Belege und Anmerkungen
1. ↑  Lernen vom Profi - Staatsinstitut für die Ausbildung von Fachlehrern. Abgerufen am 4. Dezember 2022.
2. ↑  Sarah Irmler | Langläuferin & Biathletin. Abgerufen am 4. Dezember 2022.
3. ↑  gogol medien GmbH & Co KG: Bild 4 aus Beitrag: Der TSV Haunstetten hat Geschichte geschrieben! Abgerufen am 4. Dezember 2022.
4. ↑  Frank Höhmann: Bereit für mehr. In: frischauf-frauen.de. Frisch Auf Göppingen, 23. März 2022, abgerufen am 4. Dezember 2022.
Frisch Auf Frauen - Mannschaft. Abgerufen am 4. Dezember 2022.
5. ↑  Erstes Heimspiel im Kampf um Liga 2 für die Red Sparrows. In: handball.bo.de. 5. Mai 2022, abgerufen am 4. Dezember 2022.
6. ↑  handball-world.news: Frisch Auf Frauen mit drei Personalentscheidungen, abgerufen am 9. März 2025
7. ↑  European Handball Federation - 2021 Women's ECh Beach Handball / Final Tournament. Abgerufen am 29. November 2022 (englisch).
8. ↑  So ticken die deutschen Triple-Siegerinnen. Abgerufen am 29. November 2022.
IHF | Player Details – Sarah Irmler. Abgerufen am 29. November 2022.
9. ↑  IrmlerS: Leni Frey, Michelle Schäfer und Sarah Irmler sind Beachhandballweltmeister. In: Handball in Augsburg ⚽ Handball beim TSV Haunstetten. 29. Juni 2022, abgerufen am 4. Dezember 2022 (deutsch).
10. ↑  Stefan Galler: Beachhandball: Legendenstatus nach dem Durchmarsch. Abgerufen am 12. Juli 2022.
Frank Heike, Hamburg: Handballstar Lucie Kretzschmar: „Der Beachhandball besticht durch Charme“. In: FAZ.NET. ISSN 0174-4909 (faz.net [abgerufen am 12. Juli 2022]).
sportschau.de: Beach-Handball: Meilenstein: Beach-Handballerinnen holen erstes WM-Gold. Abgerufen am 12. Juli 2022.
11. ↑  World Games: Deutsche Beachhandballerinnen schreiben Geschichte. Abgerufen am 29. November 2022.
12. ↑  European Handball Federation - 2018 Women's Beach Handball Champions Cup / Final Tournament. Abgerufen am 4. Dezember 2022 (englisch).

| Personendaten    | Personendaten              |
| ---------------- | -------------------------- |
| NAME             | Irmler, Sarah              |
| KURZBESCHREIBUNG | deutsche Handballspielerin |
| GEBURTSDATUM     | 11. Juli 1997              |